# 雅斯珀·希勒森
雅各布斯·安东尼厄斯·彼得·“雅斯珀”·西勒森（荷蘭語：Jacobus Antonius Peter (Jasper) Cillessen；1989年4月22日—）是荷蘭的一位足球運動員，在場上司職守門員。現效力於荷甲球隊奈梅亨。

## 生平
西勒森出生在奈梅亨一間醫院，並在赫魯斯貝克附近生活。
在年輕時期，西勒森就加入De Treffers地區球隊，之後在2001年時於NEC/FC Oss中學就讀。

## 球會生涯

### NEC尼美根
西勒森於2008年與NEC尼美根簽定合同，成為NEC尼美根後備球員。在2010年時，希勒森延長加盟NEC尼美根合同到2012年。2010年8月28日，在球隊守門員巴波斯受傷的狀況下，希勒森替補上陣，在主場對抗海倫芬，球賽最後以2-2戰平，而希勒森在當場入圍當場最佳球員。在巴波斯歸隊後，希勒森因在球賽上的傑出表現，讓NEC尼美根與希勒森將加盟合同延到2014年。在2010–11年賽季結束後，希勒森獲獎吉德蘭省足球先生。

### 阿賈克斯
2011年8月27日，NEC尼美根宣布同意以300萬歐元，將西勒森轉給阿賈克斯，並為期5年。西勒森初次為阿賈克斯上場在2011年9月21日荷蘭杯第二輪對抗VV Noordwijk，阿賈克斯最後以3-1獲勝，而西勒森打滿全場。在聯賽上，西勒森於2011年10月23日替換上場對抗飛燕諾，代替因紅牌下場而代替上場的范德維爾，該場比賽阿賈克斯在缺少一人的劣勢下，西勒森幫助球隊守住比分差距，並靠著費爾通亨將比數扳平成1-1。
在2013年賽季前，球隊教練德波爾將西勒森列入先發名單，希勒森後來經常替阿賈克斯出場比賽。

### 巴塞隆拿
2016年8月25日，巴塞隆拿宣布西勒森加盟球隊，據報轉會費為1,400萬歐元。

## 國家隊生涯
希勒森在2010年10月時，被召入荷蘭21歲以下國家足球隊，在2011年歐洲U-21足球錦標賽資格附加賽時期幫助球隊對抗烏克蘭。
在2010/11賽季結束後，西勒森被選入荷蘭國家足球隊，並參加與南美國家的友誼賽，協助國家隊對抗巴西與烏拉圭。
2012年5月7日，西勒森被選入2012年歐洲國家盃36人預選名單，但只有9分之1的機率能進入正式名單。
2013年6月7日，荷蘭教練范加爾將西勒森選入荷蘭國家足球隊正式名單，西勒森與聯合幫助荷蘭，讓荷蘭在對抗印尼中，以3-0勝出。
2014年6月，西勒森被選入2014年世界盃足球賽正式名單，披上1號戰袍，並在小組賽首場對西班牙就上場，最後幫助荷蘭在2014年世界盃拿下季軍。

## 獎項

### 球會
阿賈克斯
- 荷蘭甲組足球聯賽冠軍 (3)：2011-12、2012-13、2013-14
- 告魯夫盾冠軍 (1)：2013年

巴塞隆納
- 西甲冠軍 (1)：2017-18
- 西班牙國王盃冠軍 (2)：2016-17、2017-18
- 西班牙超級盃冠軍 (1)：2018

### 國家隊
荷蘭
- 世界盃季軍：2014年[11]

### 個人
- 吉德蘭省足球先生 (1)：2011年[4]
- 吉列年度最佳球員（Gillette Player of the Year） (1)：2014年[12]

## 外部連結
- Voetbal International profile （页面存档备份，存于） （荷兰文）
- FC Barcelona official profile （页面存档备份，存于）
- 雅斯珀·希勒森在BDFutbol中的档案
- Soccerway資料庫：雅斯珀·希勒森
- 雅斯珀·希勒森在 National-Football-Teams.com 上的出场纪录
- Jasper Cillessen at Voetbal International （荷兰文）
- Jasper Cillessen Ajax profile （页面存档备份，存于） （荷兰文）